# Michel Giroud (artiste)
Pour les articles homonymes, voir Michel Giroud.
 (juin 2019).
Améliorez-le ou discutez des points à vérifier. 
Michel Giroud, dit aussi El Coyote et Gerwulf, né le 14 mars 1940 à Saint-Pierre-d'Allevard et mort le 11 novembre 2023 à Allevard,, est un artiste performeur français, critique, historien et théoricien de l'art contemporain et des avant-gardes.

## Biographie
Michel Giroud commence par publier une étude sur Jacques Audiberti en 1967.
Il publie ses premiers poèmes en 1969 sous le nom de Projectoires, et fonde cette année là des interventions-performances vocales convoquant le chant, le cri, la danse et des gesticulations sous le nom totémique d'« El Coyote ».
En 1973, il dirige la collection « Projectoires », manifeste du « groupe de recherches, d'information et de coordination consacrées aux mouvements novateurs, en France et à l'étranger » aux éditions Champ Libre (jusqu'en 1981) et publie par ailleurs deux essais, l'un sur Audiberti, l'autre sur Claude Nougaro (1974).
En 1974, il fonde une collection d'ouvrages aux éditions du Chêne, « L'Œil absolu » (1974-1976). En 1975, il rejoint l'Association internationale des critiques d'art (AICA) et participe à l'édition d'un ouvrage sur Raoul Haussmann avec Sabine Wolf. Chez Jean-Michel Place, il lance la collection « Trajectoires » (1977-1981).
En 1977, il lance et produit une publication intitulée Canal (édition Coyote Productions) qui s'ouvre à toutes les formes d'avant-gardes artistiques, avec entre autres Charles Dreyfus, spécialiste de Fluxus. En 1983, le magazine est rebaptisé Kanal magazine, puis en 1991 Kanal Europe, et disparaît vers 1994.
Depuis 1999, il dirige la collection « L'Écart absolu » aux Presses du réel (Dijon).

## Parcours
Il se définit comme un peintre oral (oralien dans un monde électronique) et tailleur en tout genre (mot, son, geste, voix, écriture, dessin, schéma, objet : historique, théorique, théologique[pas clair], patataphysique ...).
Il est historien et théoricien des avant-gardes (dada, fluxus et cie), auteur d’essais variables (Audiberti, Nougaro, Raul Hausmann, Bryen, Wolf Vostell, Filliou, Dufrêne, Artaud...), fondateur et directeur de Kanal, journal du Tour de France (des compagnes et des compagnons des arts intermedias et transmedias).
Il est aussi journaliste (membre depuis 1975 de l'Association Internationale des Critiques d'Art - AICA France), organisateur de nombreuses expositions en France et en Europe et coureur de vitesse de fond (ski de randonnée, marche de montagne, course alpinique, cyclisme rando alpinien, kayaki), « respirateur ».
Il est aussi l'inventeur du Club Invisible Externet (CIE) en France avec Joël Hubaut, Charles Dreyfus, Richard Piegza, Joachim Montessuis, Lionel Magal, Julien Blaine, Tibor Papp, Esther Ferrer, Yvan Étienne, Serge Pey, Jean-Paul Thibeau, Max Horde, Cyril Jarton...

## Œuvre
L'activité de Michel Giroud se manifeste souvent sous la forme apparente ("apparitions") de spontanéité pure : singulier/excentrique (interventions impromptues, performances) in situ, il se place dans l'héritage aussi bien de Dada que de Fluxus en cela proche de Ben Vautier et de Filliou. Son activité dans l'art-action l'a amené à être invité dans des manifestations de poésie contemporaine et d'art contemporain en France, ainsi que dans de nombreux festivals internationaux; il a aussi inventé depuis 2008 à Bourogne, à l'espace multimédia gantner (Territoire de Belfort) des (re)visitations des avant-gardes du  XXe siècle sous la forme de podcasts visibles sur le net.
Ses performances ont été mises en image (photo, vidéo, dvd) à de nombreuses reprises, notamment dans La danse des fous de Joachim Montessuis. De même, elles croisent souvent d'autres intervenants, que cela soit Joël Hubaut ou bien Philippe Boisnard, Julien Blaine, Joachim Montessuis, Denis Colin, Lionel Magal (Fox Trot), Charles Dreyfus, Yvan Étienne, François Cotinaud, Marx Horde, Richard Piegza avec lesquels il réalise des pièces sonores, vocales, verbales, dansées, improvisées. (OAOA : OeuvrArchivOeuvrAction). Depuis 2008 (avec l'exposition "Traces du sacré" au Centre Georges Pompidou), il invente des résurrections ou révélations ou revisitations, réincarnations (Hugo Ball, René Daumal, Arthur Cravan, Raoul Hausmann, Kurt Schwitters, Theo Van Doesburg, Antonin Artaud...) sous la forme d'actions in life dans des soirées et en studio.

## Le magazine Kanal
En 1984, après sept ans de coordination et d'activité France avec le journal Canal (1977-1983), il fonde sa propre entreprise Kanal (sous la forme d'une SARL Coyote Production, puis sous la forme de la SA Kanal de 1984 à 1994). Véritable magazine consacré aux arts contemporains, aux singularités diverses. Kanal marquera autant par sa diffusion (3 000 exemplaires par numéro) que par sa qualité (50 correspondants en France). Par ci par là, il lance simultanément des Brûlots comme KAO, NON STOP, CARAMBA, LABOR MONDIAL ORCHESTRA (fin octobre 2011)....

## Organisateur d'événements d'art de variétés
Inventeur de cercles, de clubs, de bulletins et de festivals depuis 1964, comme le pin’s club, le K’S club, la S.A.S./secret art service/, AAA/art-action-attitude/, la P.T.T./poésie totalement totale, la S.D.F./ Sacrés Derviches Faucheurs, le journal KAO, le festival Mille voix/1000 voies, le bulletin NonStop, le brûlot Caramba... et des actions/interventions/rencontres (plus de 500).
Dans les années 1990, Giroud, sous son ancien patronyme de Gerwulf (loup garou sorcier de la nuit) originaire de l’empire carolingien, fonde un ensemble d’entreprises (14) sous l’intitulé générique et fictif d’Imperium Asinum Magnificum (I.A.M.) :
Le MMAM (le Musée des Muses Amusées), l’Institut International de Poésie Totalement Totale (P.T.T. institut de patataphysique), l’Université Nomade/La Nomadique Universitat (UN.NU), TKT (Taï Koyote Tchi), la TTT (Bureau de Tourisme Totalement Total), entreprises inscrites dans l’association Mille voix/1000 voies, située dans les Alpes (stages, rencontres, interventions, officialisées à partir de 2007. Contact: 1000voix(at)free.fr).

### Rôle éditorial
En "parallèle" et "simultanément" à son activité d'artiste en variété (hilarité, vive Saint Hilarius et son Fou-rire), il est aussi historien et théoricien des avant-gardes, directeur et fondateur de la collection l’Écart Absolu (Les presses du réel, Dijon, lespressesdureel.com)) qui publie progressivement, depuis 1999, ce qui semble construire la poésie totalement totale (de Fourier à Filliou en passant par Proudhon, Courbet, Brisset, Satie, Duchamp, Dada, Audiberti, Fluxus...).
Partenaire d'une communauté invisible solitaires / solidaires, il remet en lumière la force de la pensée des auteurs poëitiques du XIXe siècle et des siècles antérieurs, jusqu'à l'Os à Moelle, Diogène, Ouroboros et coyote (mythologie amérindienne).
Michel Giroud est membre du conseil international de la fondation Danae à Gijon, Asturies, Espagne et du Museo Vostell à Malpartida de Cácceres en Extramadura, Espagne.

## Œuvre référencée

### Ouvrages
- Le Musée des Muses Amusées (MMAM) Imperium Asinum Magnificum (IAM) selon la Poésie Totalement Totale (PTT), Dijon, Les presses du réel, 2014.
- Paris, laboratoire des avant-gardes. Transformations / transformateurs, 1945-1965, Dijon, Les presses du réel, 2008.
- Camille Bryen, Désécritures – Poèmes, essais, inédits, entretiens. Œuvre complète publiée, Dijon, Les presses du réel, 2007, préfacé par Michel Giroud.
- Richard Huelsenbeck (direction), Almanach Dada, traduit par Sabine Wolf et appareil critique de Sabine Wolf et Michel Giroud, 1980 ; réédition aux Presses du réel, 2005, en français et en allemand.
- Raoul Hausmann, je ne suis pas un photographe, Paris, Le Chêne, 1976.
- Claude Nougaro, Paris, Seghers, 1974.
- Jacques Audiberti, collection "Poètes d'aujourd'hui", Paris, Seghers, 1973.
- Projectoires 1, poèmes (pliés/dépliés), imprimé sur presse à bras, tirage de 50 exemplaires, Paris, 1969.
- Audiberti, Paris, Presses universitaires de France, 1967.

### Catalogues et ouvrages collectifs
- The Arnti Museum, Walter Koenig , Cologne, 2017 *
- The Archive as a Productive Space of Conflict, Sternberg Press, Berlin, 2016 *
- Joël Hubaut, esthétique de la dispersion, avec des textes de Paul Ardenne, Christophe Domino, Jean-Marc Huitorel, Sylvie Zavatta. éditions Les presses du réel, 2006.
- Les objets amusés de Michel Giroud, un dvd avec un livre d'artiste (Scénario-schémas-écritures-dessins) dvd coorganisé (scénario, sonorités et action par Michel Giroud et François Lagarde), 2006
- "Daderidada, chanson" in Cabaret Voltaire. Der Zeltweg. Dada : Le cœur à barbe : 1916-1922, éditions Jean-Michel Place, Paris, 1997.
- Knud Viktor au pied du Luberon le monde entier, éditions Images en manœuvres (Marseille) et Musée Gassendi (Digne), 1997.
- Le mur du fond : écrits sur le cinéma, Jacques Aubiberti, éditions Cahiers du Cinéma Livres, Paris, 1996. (introduction et coordination).
- « Aline Gagnaire », dans la revue Obliques, dossier La Femme surréaliste, n° 14-15, 1977.

### Livres d'artistes
1996 - Michel GIROUD-GERWULF, Texte érotique de Michel Giroud typographié en Futura sur papier boucherie Blond 2000, accompagné de 4 dessins de Jean-Marc Scanreigh et 4 collages de Christian Savioz; le tout sous couverture en papier abrasif Norton. Tirage à 60 exemplaires. Éditions H. Erta, Saint Vit.

### Conférences et conférences-actions
- "Tout autour Tout autour de Bernard Heidsieck" : Poème-action del coyote avec Joachim Montessuis.

Capatation Radio France le 17 novembre 2011 lors de la soirée hommage à Bernard Heidsieck  coordonnée par Jean-Jacques Lebel et le groupe Polyphonix au Palais de Tokyo.
(en ligne)
- Hommage à Stéphane Mallarmé : courte performance réalisée à l'occasion de la parution de l'ouvrage "Du LIVRE de Mallarmé au livre mal armé" de Franck Ancel aux éditions Gravitons, en 2010.

Captation effectuée le vendredi 17 décembre 2010 au Centre Pompidou : édition-installation-performance initiée par Franck Ancel avec 99 participations pour le salon ArtistBook International. (en ligne)
- Participation à la Table ronde : " Actualité de la performance", Actualités critiques enregistrée au Musée des Abattoirs, à Toulouse, le 2 octobre 2010

(en ligne)
- Louis Lecoin et Michel Ragon : insoumis, libertaires, citoyens du monde, objecteurs, Colloque à l'INHA du 3 juin 2010 (en ligne).

### Productions audiovisuelles
- Les promenades du Musée des Muses Amusées, écrit et réalisé avec Camille Trapier et Clément Vieille. À l'occasion de la sortie du livre Le Musée des Muses Amusées éditions Les presses du réel, Dijon, 2014
- Maciunas & Fluxus, de Michel Giroud. À l'occasion du workshop à l'ENSBA Lyon, supplément du numéro 1 de la revue Initiales, coréalisé avec Émilie Parandeau, Camille Trapier et Clément Vieille. (2013)
- Les objets amusés de Michel Giroud, film de François Lagarde, Une production Hors œil avec le soutien du musée de l’Objet de Blois. Montpellier, 2006. (32 vidéogagsactions de 2, 3 minutes avec un livret de 64 pages : schémas, poèmes et dessins), distribution Metamkine.
- Transrituel 1 (Festival Fiac sur Tarn, 2007, édition Centre d'art contemporain, Les Abattoirs, Toulouse, 2008)
- "DVD Archive" : 180 heures d'enregistrement des workshops réalisés à l'école nationale d'art de Lyon en octobre 2008, en octobre 2009, en mai 2011
- Podcasts vidéo, Collection : "Avant-Garde et Transmedia", Production Conseil Général du Territoire de Belfort, espace multimédia gantner (90) : 30 réalisés, pour visionner cliquez sur la note 1 . Revisitations par Michel Giroud, Vidéo-actions coréalisées avec Eric Bernaud.

no 1 : Filippo Marinetti ; 
no 2 : Laszlo Moholy-Nagy ; 
no 3 : Raoul Haussmann ; 
no 4 : Lugio Russolo ; 
no 5 : Erik Satie ; 
no 6 : Marcel Duchamp ; 
no 7 : El Lissitzky ; 
no 8 : Man Ray ; 
no 9 : Jan Arp ; 
no 10 : Kasimir Malevitch ; 
no 11 : Edgar Varèse 
et d'autres à venir...[évasif]